# Tephrocactus bonnieae
Tephrocactus bonnieae là một loài thực vật thuộc họ Cactaceae. Đây là loài đặc hữu của Argentina. Môi trường sống tự nhiên của chúng là sa mạc nóng. Chúng hiện đang bị đe dọa vì mất môi trường sống.

## Hình ảnh

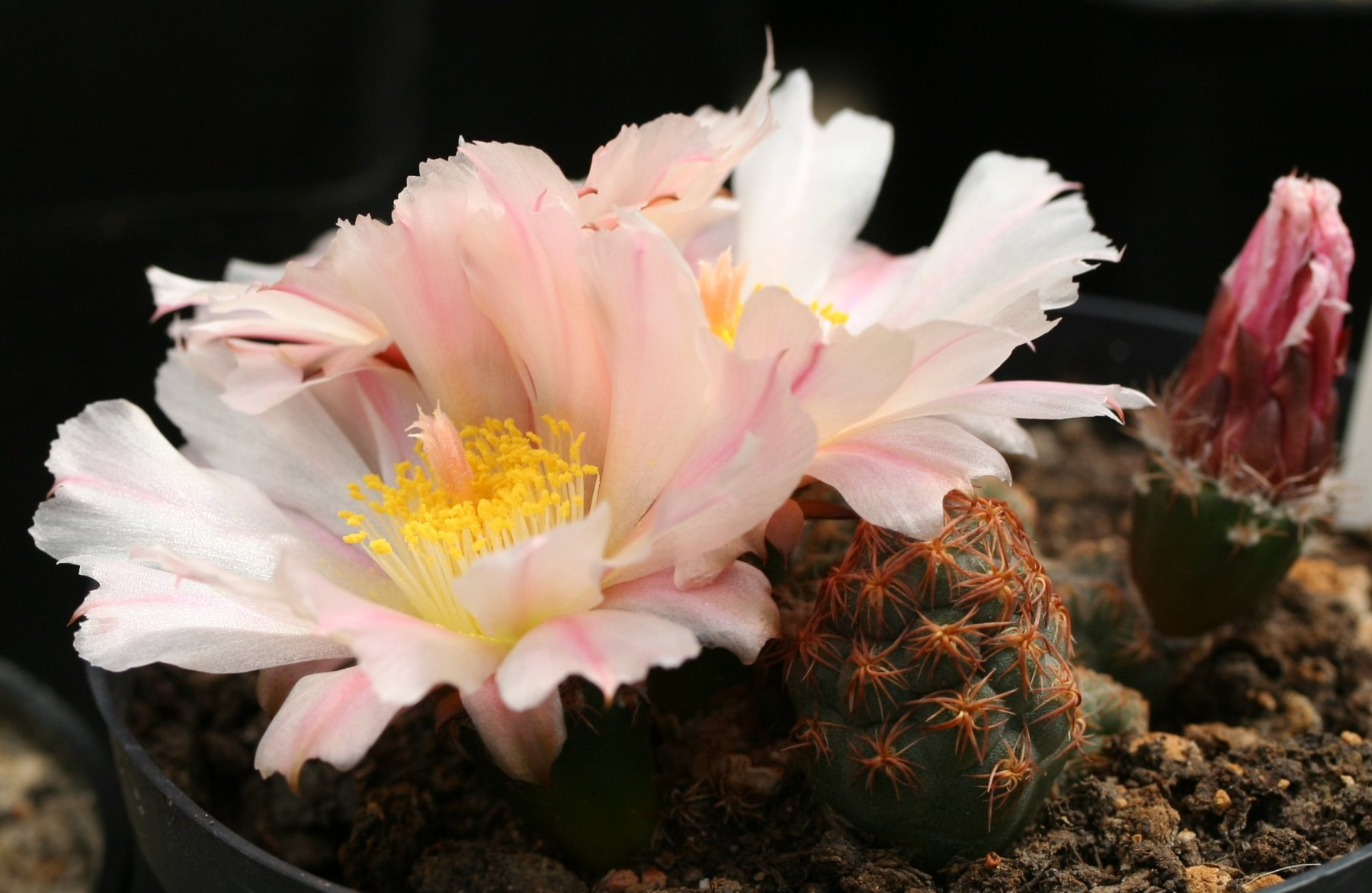